# اهل اختصاص
اهل اختصاص اصطلاحی دربارهٔ هفت نفر صوفی پیرو طریقت صفویه است که وظیفهٔ سرپرستی و مراقبت از مرشد خردسال آن طریقت، اسماعیل صفوی (منصب ارشادی: ۹۳۰–۸۹۸، حکومت: ۹۳۰–۹۰۷) به آن‌ها محول‌شده بود. این هفت نفر از زمان خروج از اردبیل (۸۹۸ ه‍.ق) تا تأسیس حکومت صفوی (۹۰۷ ه‍.ق) همواره از مربیان و مشاوران او بودند.
اهل اختصاص اسماعیل از مطمئن‌ترین و مورداعتمادترین مریدان پدرش حیدر صفوی (منصب ارشادی: ۸۹۳–۸۶۴) و برادر بزرگ‌ترش علی صفوی (منصب ارشادی: ۸۹۸–۸۹۳) بودند و مسلماً واگذاری وظیفهٔ مراقبت از اسماعیل به آن‌ها نیز بر همین اساس صورت گرفت. اهل اختصاص در سخت‌ترین شرایط، هرگز از حمایت اسماعیل دست نکشیدند و با وجود وعده‌ها و تهدیدهای شروان‌شاهان و آق‌قویونلوها، هرگز حاضر به تسلیم‌نمودن اسماعیل به آن‌ها نشدند. گفته می‌شود که اهل اختصاص در تکوین شخصیت اسماعیل و نیز پیدایش عقاید افراطی و تعصب‌آمیز شیعی در وجود اسماعیل نقشی اساسی ایفا کردند.

## اعضا
هفت صوفی اهل اختصاص شامل حسین بیگ شاملو، ابدال بیگ تالش، خادم بیگ تالش، رستم بیگ قرامانلو، بیرام بیگ قرامانلو، الیاس بیگ خنسلو و پیری بیگ قاجار بودند. با این حال، برخی منابع از شخصی به نام ابدال علی بیگ ذوالقدر به جای ابدال بیگ تالش نام برده‌اند. اطلاعات دربارهٔ اقامت اسماعیل و اهل اختصاص در گیلان، ناقص و پراکنده است. همچنین به نظر می‌رسد که منابع رسمی تاریخ‌نگاری صفوی در ذکر اسامی این هفت نفر، یک سانسور تاریخی انجام داده‌اند. کیومرث قِرِقْلو، پژوهش‌گر مرکز مطالعات ایرانی دانشگاه کلمبیا، با بررسی یک منبع دست اول چاپ‌نشده به نام تاریخ (۹۶۱ ه‍.ق) نوشتهٔ یکی از کارگزاران نخستین دولت صفوی به نام قاسم بیگ حیاتی تبریزی به نتایج جدیدی درخصوص سال‌های نخستین زندگی اسماعیل دست یافته‌است. فاش شدن نقشهٔ ترور اسماعیل در دوران اقامت او در روستای ارچوان آستارا (۹۰۵ ه‍.ق)، منجر به متهم شدن محمد بیگ تالش و برخی از همراهانش شد. اگر چه اتهام تلاش برای قتل اسماعیل ثابت نشد و اسماعیل نیز محمد بیگ را بخشید ولی پس از فتح شروان (اواسط ۹۰۶ ه‍.ق)، محمد بیگ به دستور اسماعیل اعدام شد و حسین بیگ شاملو به عنوان لَلَـه، جایگزین او شد. حسن بیگ روملو و سایر وقایع‌نگاران عصر صفوی، برای ذکر وقایع دوران قیام شاه اسماعیل در کتاب خود، از تاریخ حیاتی تبریزی به صورت گزینشی استفاده کرده و رویداد مذکور را حذف کرده‌اند.
| رتبه | نام                | مقام در طریقت       | آغاز | پایان | قومیت      | نژاد / ایل / طایفه | منصب پس از تأسیس حکومت               | ارتباط خانوادگی    |
| ---- | ------------------ | ------------------- | ---- | ----- | ---------- | ------------------ | ------------------------------------ | ------------------ |
| ۱    | ابدال بیگ تالش     | دَدَه                 | ۸۹۸  | ۹۰۷   | ایرانی‌تبار | مردم تالش          | قورچی‌باشی و حاکم قزوین، سپس حاکم مرو | —                  |
| ۲    | محمد بیگ تالش      | لَلَـه                | ۸۹۸  | ۹۰۶   | ایرانی‌تبار | مردم تالش          | —                                    | شوهرعمهٔ اسماعیل    |
| ۲    | حسین بیگ شاملو     | لَلَـه                | ۹۰۶  | ۹۰۷   | تُرک‌تبار    | ایل شاملو          | وکیل و امیرالامرا                    | شوهرعمهٔ اسماعیل    |
| ۳    | خادم بیگ تالش      | خلیفه ← خلیفه‌الخلفا | ۸۹۸  | ۹۰۷   | ایرانی‌تبار | مردم تالش          | دیوان بیگی، سپس حاکم ولایت بغداد     | —                  |
| ۴    | رستم بیگ قرامانلو  | —                   | ۸۹۸  | ۹۰۷   | تُرک‌تبار    | طایفه قرامانلو     | —                                    | شوهرعمهٔ اسماعیل    |
| ۵    | بیرام بیگ قرامانلو | —                   | ۸۹۸  | ۹۰۷   | تُرک‌تبار    | طایفه قرامانلو     | دیوان بیگی، سپس حاکم بلخ             | برادرزادهٔ رستم بیگ |
| ۶    | الیاس بیگ خنسلو    | —                   | ۸۹۸  | ۹۰۷   | تُرک‌تبار    | طایفه خنسلو        | —                                    | —                  |
| ۷    | پیری بیگ قاجار     | —                   | ۸۹۸  | ۹۰۷   | تُرک‌تبار    | ایل قاجار          | حاکم ولایت قره‌باغ                    | —                  |

## سلسله‌مراتب
دَدَه (به معنی «پدربزرگ») بعد از مرشد، مرجع اصلی دینی و در امور دینی و دنیوی، نمایندهٔ اصلی رهبر صفویه بود. او بالاترین شخص در طریقت صفویه پس از مرشد بود. لَلَـه (به معنی «سرپرست») در ردهٔ دوم، و خلیفه (به معنی «جانشین») یک مقام مساوی با دو مقام پیشین یا با درجهٔ اهمیت کمتر، در ردهٔ سوم سلسله‌مراتب طریقت قرار داشت.